# Palimpsest

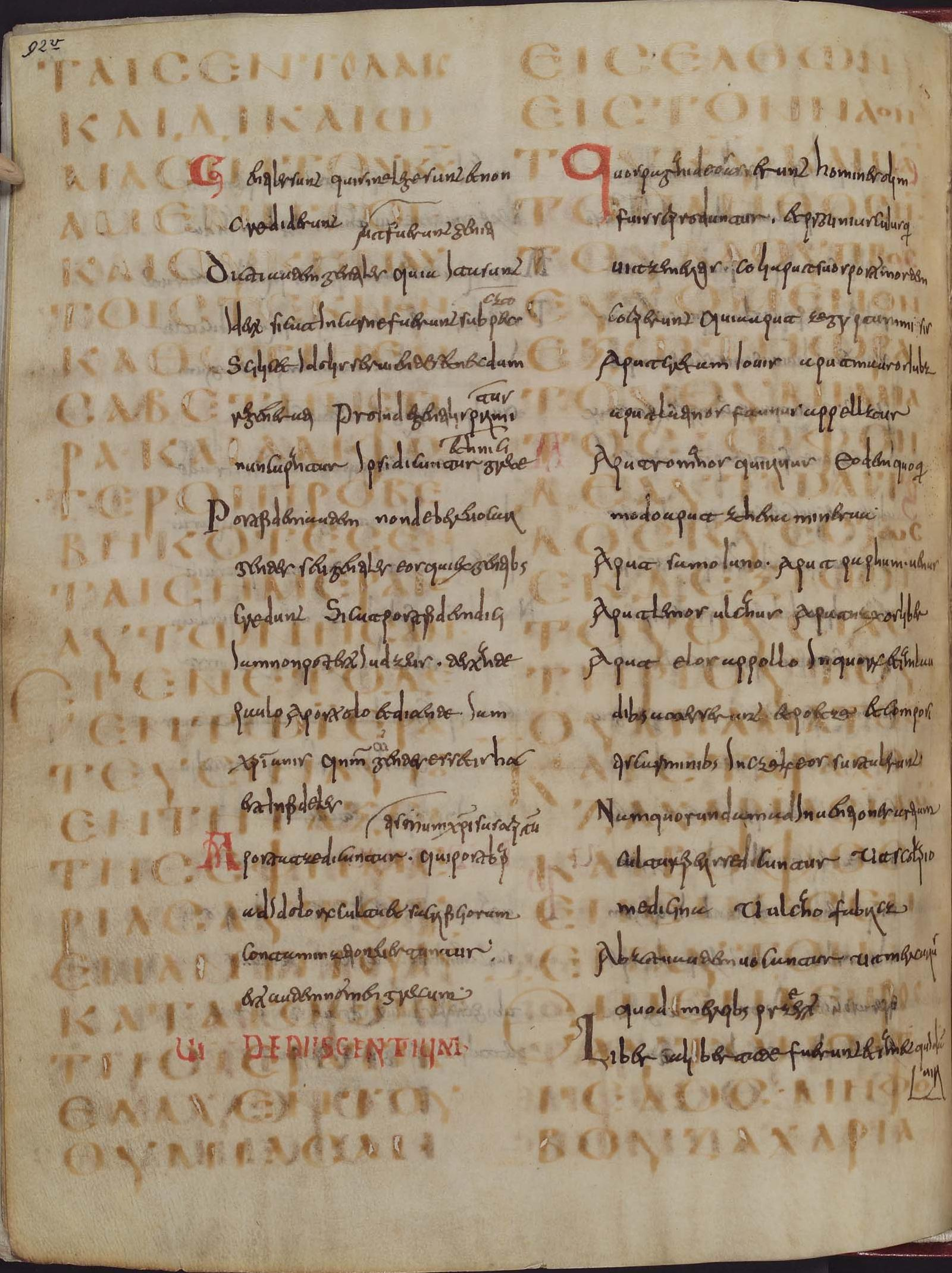
Codex Guelferbytanus: spodní text pochází ze 6. století a obsahuje biblický text, horní text je opis díla Isidora Sevillského Origines sive Etymologiae ze 13. století

Palimpsest (ze starořeckého πάλιν [palin] „opět“ a ψάειν [psaein] „vyškrabaný“)
je v diplomatice označení pro psací látku, ze které bylo původní písmo záměrně odstraněno buď vyškrabáním nožem či pemzou (v případě pergamenu) či omytím (u papyru) a nahrazeno novým textem. Z důvodu úspory materiálu (především u pergamenu byla velkou nevýhodou jeho vysoká cena) bylo toto druhotné používání (reskribace) obvyklé již v období antiky a velmi se rozšířilo ve středověku. Palimpsesty jsou zajímavými historickými dokumenty, protože speciální lampy umožňují čtení původního vyškrabaného textu (staršího a tedy zpravidla historicky cennějšího). V přeneseném slova smyslu se výraz palimpsest užívá i v literární teorii intertextuality. Palimpsestem se rozumí text, skrze nějž „prosvítá” jiný text, tedy např. parodie: skrze parodující text lze vidět text parodovaný. Termín palimpsest do literární vědy zavedla členka tzv. Kostnické školy slavistka Renate Lachmannová (* 1936), která jej definuje jako „druhý zápis textu, kterým prosvítá text původní”.
V medicíně se pojem užívá pro ostrůvkovitou poruchu paměti (jinak též alkoholické okénko) způsobenou alkoholovou intoxikací, případně delirantním stavem, který zabrání uložení paměti různě dlouhého časového úseku.

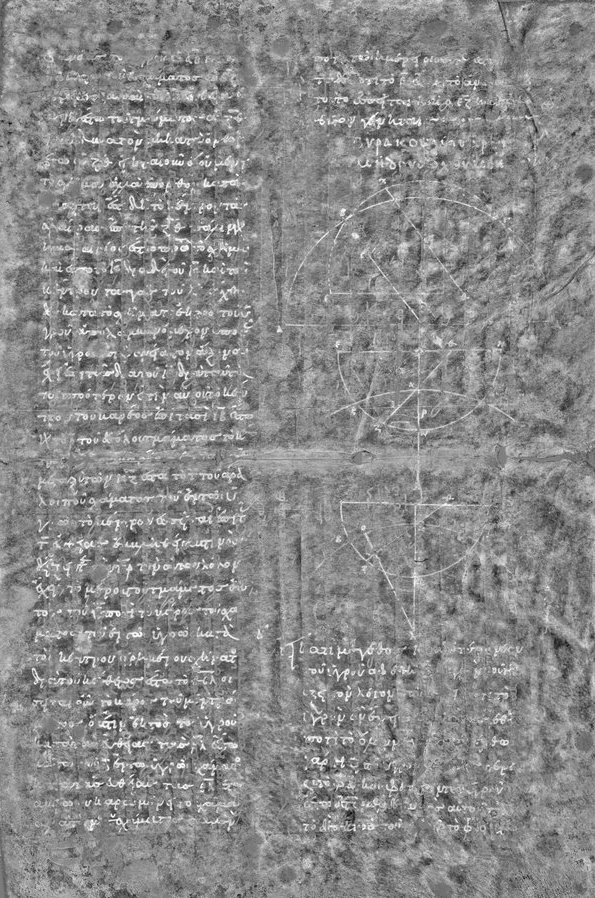
Rentgenová fluorescence palimpsestu s Archimédovým textem

## Významné exempláře
Reskribace se velmi rozmohla ve středověku, kdy byly v klášterech často vyškrabávány rukopisy obsahující pohanské texty, mnohdy i klasická díla antického písemnictví a místo nich vznikaly církevní texty. Protože však původní písmo nezmizelo úplně a zůstalo více méně čitelné (i díky moderním technologiím), dochovaly se tak velmi staré a vzácné texty. Codex Ambrosianus tak uchoval část díla dramatika Tita Maccia Plauta, Codex Veronensis obsahuje Liviovy Dějiny od založení Města (knihy 3—6).
Codex Ephraemi rescriptus obsahuje pod textem z 12. století původní starozákonní a novozákonní texty z 5. století. Novozákonní text obsahuje všechny části knih kromě Druhého listu Tesalonickým a Druhého listu Janova. Kodex je uchováván ve Francouzské národní knihovně.
Také Ciceronovo dílo De re publica bylo považováno dlouhou dobu za ztracené a dochované jen ve fragmentech a v citátech jiných autorů. Teprve v roce 1819 nalezl italský kardinál a filolog Angelo Mai ve Vatikánské apoštolské knihovně palimpsest, který obsahoval první a druhou knihu a rozsáhlé výňatky ze třetí, čtvrté a páté knihy. Ciceronovo dílo bylo přepsáno Augustinovými komentáři k žalmům.
Dalším příkladem je Archimédova kniha, ve které nastiňuje hlavní principy integrálního počtu. Tento text objevil v roce 1846 teolog Konstantin von Tischendorf. V roce 1907 jej částečně přeložil dánský filolog Johan Ludvig Heiberg. V důsledku první světové války byl rukopis zapomenut, dokud nebyl v roce 1998 v aukci u Christie's v New Yorku zakoupen neznámým sběratelem za 2 200 000 dolarů a předán Walters Art Museum v Baltimoru. Až v srpnu 2006 se podařilo skupině vědců v čele s německým fyzikem Uwe Bergmannem plně identifikovat původní text díky metodě rentgenové fluorescence.
Někdy byl z pergamenového palimpsestu seškrabán i druhý text a nahrazen třetím. Tyto tzv. codices ter scripti se nacházejí např. v Britském muzeu. 12 listů obsahuje nejprve zlomky římského historika Grania Liciniana v unciálním písmu asi ze 7. století, které bylo asi v 9. století nahrazeno spisem římského gramatika a posléze někdy v 11. století jej nahradil úryvek z díla Jana Zlatoústého v syrštině.